# Calandrinia crispisepala
Calandrinia crispisepala är en källörtsväxtart som beskrevs av Obbens. Calandrinia crispisepala ingår i släktet sidenblommor, och familjen källörtsväxter. Inga underarter finns listade i Catalogue of Life.